# Liturgia católica
Na Igreja Católica, a liturgia é o culto divino, o anúncio do Evangelho e a caridade ativa.

## Princípios litúrgicos
Conforme explicado com mais detalhes no Catecismo da Igreja Católica e no seu Compêndio mais curto, a liturgia é algo que "o Cristo inteiro", Cabeça e Corpo, celebra - Cristo, o único Sumo Sacerdote, junto com seu Corpo, a Igreja no céu e na terra. Na liturgia celeste estão envolvidos os anjos e os santos da Antiga e da Nova Aliança, em particular Maria, Mãe de Deus, os Apóstolos, os Mártires e "uma grande multidão, que nenhum homem podia contar, de todas as nações e de todas as tribos, povos e línguas” (Apocalipse 7:9). A Igreja na terra, "sacerdócio real" (1 Pe 2,9), celebra a liturgia em união com estes: os batizados oferecendo-se em sacrifício espiritual, os ministros ordenados celebrando ao serviço de todos os membros da Igreja em segundo a ordem recebida, e bispos e sacerdotes agindo na pessoa de Cristo (In persona Christi).
A liturgia católica utiliza sinais e símbolos cujo significado, baseado na natureza ou na cultura, se tornou mais preciso através dos acontecimentos do Antigo Testamento e foi plenamente revelado na pessoa e na vida de Cristo. Alguns desses sinais e símbolos vêm do mundo da criação (luz, água, fogo, pão, vinho, óleo), outros da vida em sociedade (lavagem, unção, partir o pão), outros da história sagrada do Antigo e do Novo Testamento (o Rito da Páscoa, sacrifício, altares, imposição de mãos, consagração de pessoas e objetos).
Esses signos estão intimamente ligados às palavras. Embora, em certo sentido, os sinais falem por si mesmos, eles precisam ser acompanhados e vivificados pela palavra falada. Tomados em conjunto, palavra e ação indicam o que o rito significa e produz.

## Sacramentos
Os sacramentos na Igreja Católica são sinais eficazes, perceptíveis aos sentidos, da graça. Segundo a teologia da Igreja, eles foram instituídos por Cristo e confiados à Igreja, e por meio deles a vida divina nos é concedida. São meios pelos quais Cristo dá a graça particular indicada pelo aspecto sinal do sacramento em questão, ajudando o indivíduo a progredir na santidade e contribuindo para o crescimento da Igreja na caridade e no testemunho. Nem todo indivíduo recebe todos os sacramentos, mas a Igreja Católica vê os sacramentos como meios necessários de salvação para os fiéis, conferindo a graça particular de cada sacramento, seja o perdão dos pecados, a adoção como filhos de Deus, a confirmação a Cristo e à Igreja. O efeito dos sacramentos vem ex opere operato (pelo próprio fato de serem administrados). Independentemente da santidade pessoal do ministro que administra os sacramentos, Cristo provê as graças de que são sinais. No entanto, a própria falta de disposição adequada de um destinatário para receber a graça transmitida pode bloquear sua eficácia nessa pessoa. Os sacramentos pressupõem a fé e, além disso, suas palavras e elementos rituais nutrem, fortalecem e dão expressão à fé. [Compêndio do Catecismo da Igreja Católica, 224]
Há sete sacramentos:
- Batismo
- Eucaristia
- Confirmação
- Penitência, também chamada de Confissão e Reconciliação
- Unção dos Enfermos, anteriormente chamada Extrema Unção e Últimos Sacramentos
- Ordens sagradas
- Matrimônio

## Música litúrgica
Canto e música, especialmente canto gregoriano, estão associados à liturgia. O canto gregoriano, também chamado de cantilena Romana, tem sido, desde a sua codificação, (supostamente sob o Papa São Gregório Magno, embora na verdade tenha ocorrido mais tarde) e continua sendo a música oficial da Liturgia Católica de Rito Latino, prescrita por documentos da Igreja para ser dado lugar de destaque em Suas liturgias. Esta forma de música da Igreja está contida no Missal Romano Sacramentário, bem como nos livros de canto, por exemplo graduale Romanum, antiphonale, liber cantualis. Outros Ritos dentro da Igreja Católica, (por exemplo, Maronita, Bizantino, Ambrosiano) têm suas próprias formas de canto que são próprias de suas Divinas Liturgias. O canto gregoriano dá à Igreja latina uma identidade musical e, como a antiga língua litúrgica, forneceu e ainda fornece às suas liturgias um elemento unificador à medida que sua catolicidade ("universalidade") se tornou mais aparente, através das viagens internacionais de papas recentes, mídia mundial originária do Vaticano, etc. Também associadas à liturgia estão as imagens sagradas, que proclamam a mesma mensagem que as palavras da Sagrada Escritura cantadas às melodias sagradas do canto, e que ajudam a despertar e nutrir a fé.
O documento de 1967 Musicam sacram, que implementou a Constituição sobre a Sagrada Liturgia após o Concílio Vaticano II, menciona repetidamente a facilitação da participação plena e ativa da congregação, conforme solicitado pelo Concílio. para que "a unidade dos corações seja alcançada mais profundamente pela união das vozes. Musicam Sacram afirma: "Não se pode encontrar nada mais religioso e mais alegre nas celebrações sagradas do que uma congregação inteira expressando sua fé e devoção em canções. Portanto, a participação ativa de todo o povo, que se manifesta no canto, deve ser cuidadosamente promovida." Ela exige a promoção dessa participação congregacional por meio da atenção à escolha dos diretores de música, à escolha das músicas, e à natureza da congregação. Menciona o dever de conseguir essa participação por parte de coros, diretores de coros, pastores, organistas e instrumentistas. Para alcançar a participação plena e ativa da congregação, uma grande restrição na introdução de novos hinos provou ser muito útil. Também para este fim, a Instrução Geral do Missal Romano recomenda o uso de salmos responsoriais sazonais e também a manutenção de um cântico que todos possam cantar durante o processo de Comunhão, para “expressar a união de espírito dos comungantes por meio da unidade de suas vozes, para mostrar a alegria do coração e destacar mais claramente a natureza 'comunitária' da procissão para receber a Comunhão”.

## Vida devocional da Igreja
Além dos sacramentos, instituídos por Cristo, há muitos sacramentais, sinais sagrados (rituais ou objetos) que derivam seu poder da oração da Igreja. Envolvem a oração acompanhada pelo sinal da cruz ou outros sinais. Exemplos importantes são as bênçãos (pelas quais o louvor é dado a Deus e seus dons são orados), consagrações de pessoas e dedicações de objetos à adoração a Deus.
As devoções populares não fazem parte estritamente da liturgia, mas se forem julgadas autênticas, a Igreja as encoraja. Incluem veneração de relíquias de santos, visitas a santuários sagrados, peregrinações, procissões (incluindo procissões eucarísticas), Via Sacra (também conhecida como Via Crúcis), Horas Santas, Adoração Eucarística, Bênção do Santíssimo Sacramento, e o Rosário .
Em sua devoção, a Igreja faz uma distinção (Catecismo da Igreja Católica, s2132) entre veneração respeitosa por um lado e adoração ou adoração por outro. A adoração é devida somente a Deus - isso inclui a Eucaristia, pois Cristo está verdadeiramente presente. A veneração de uma imagem ou relíquia de um santo é definida como o respeito ao que está representado na imagem, não à imagem em si.

## Tempo litúrgico
Domingo, que comemora a ressurreição de Cristo e tem sido celebrado pelos cristãos desde os primeiros tempos (1 Coríntios 16:2; Apocalipse 1:10; Inácio de Antioquia: Magn.9:1; Justino Mártir: I Apology 67:5), é a ocasião marcante para a liturgia; mas nenhum dia, nem mesmo qualquer hora, está excluído da celebração da liturgia. A única exceção é para a liturgia eucarística na Sexta-feira Santa e no Sábado Santo antes da Vigília Pascal, quando não é celebrada.

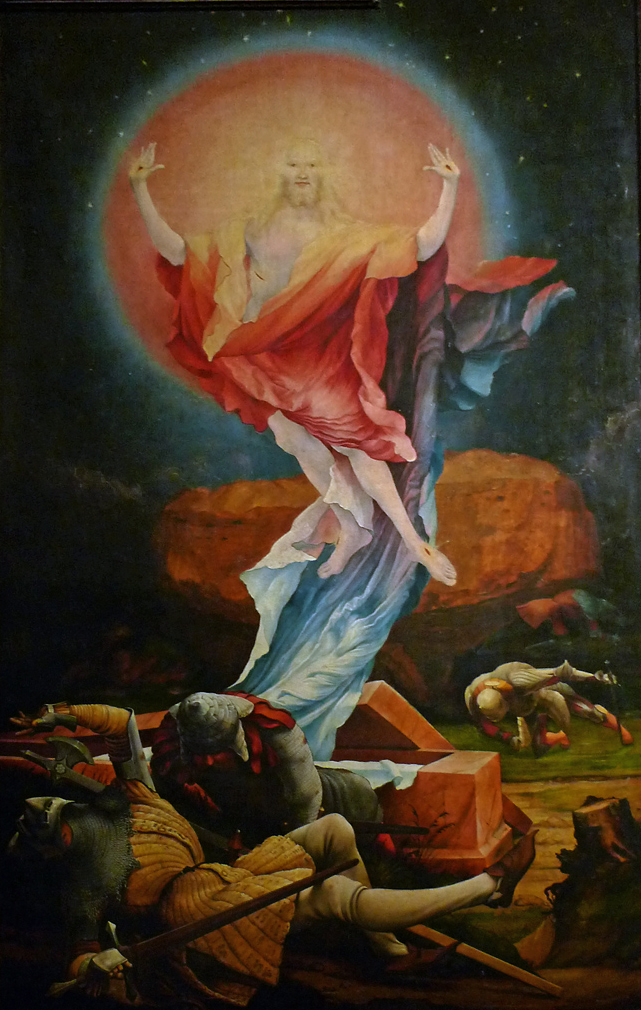
Segundo o Catecismo, a Páscoa não é simplesmente uma festa entre outras, mas a "Festa das festas", o centro do ano litúrgico.

A Liturgia das Horas consagra a Deus todo o curso do dia e da noite. Laudes e Vésperas (oração da manhã e da noite) são as horas principais. A estes são adicionados um ou três períodos de oração intermediários (tradicionalmente chamados Terce, Sext e None), outro período de oração para terminar o dia (Compline), e um período especial de oração chamado Oficina de Leituras (anteriormente conhecido como Matins) sem horário fixo. tempo, dedicado principalmente a leituras das Escrituras e escritores eclesiásticos. O Concílio Vaticano II suprimiu uma 'hora' adicional chamada Prime . As orações da Liturgia das Horas consistem principalmente no Saltério ou Livro dos Salmos. Como a Missa, a Liturgia das Horas inspirou grandes composições musicais. Um nome anterior para a Liturgia das Horas e para os livros que continham os textos era o Ofício Divino (um nome ainda usado como título de uma tradução inglesa), o Livro das Horas e o Breviário. Bispos, sacerdotes, diáconos e membros de institutos religiosos são obrigados a rezar diariamente pelo menos algumas partes da Liturgia das Horas, obrigação que se aplicava também aos subdiáconos, até a supressão pós-CVII do subdiaconato.

## Espaço sagrado
O culto do Novo Testamento "em espírito e em verdade" (João 4:24) não está ligado exclusivamente a nenhum lugar ou lugares particulares, pois Cristo é visto como o verdadeiro templo de Deus, e por meio dele também os cristãos e toda a Igreja se tornam, sob a influência do Espírito Santo, um templo de Deus (1 Coríntios 3:16). No entanto, a condição terrena da Igreja na terra torna necessário ter certos lugares para celebrar a liturgia. Dentro dessas igrejas, capelas e oratórios, os católicos dão particular ênfase ao altar, ao tabernáculo (no qual se guarda a Eucaristia), à sede do bispo (cátedra') ou sacerdote, e à pia batismal.
"O mistério de Cristo é tão insondavelmente rico que não pode ser esgotado por sua expressão em nenhuma tradição litúrgica. A história do florescimento e desenvolvimento destes ritos testemunha uma notável complementaridade. Quando as Igrejas viveram suas respectivas tradições litúrgicas na comunhão da fé e dos sacramentos da fé, enriqueceram-se mutuamente e cresceram na fidelidade à Tradição e à missão comum de toda a Igreja”. (CIC 1201) Como católica ou universal, a Igreja acredita que pode e deve conter em sua unidade as verdadeiras riquezas desses povos e culturas.
"Na liturgia, sobretudo a dos sacramentos, há uma parte imutável, uma parte divinamente instituída e da qual a Igreja é a guardiã, e uma parte mutável, da qual a Igreja tem o poder e, às vezes, o dever de adaptar-se às culturas dos povos recentemente evangelizados”. (CIC 1205)

## Oração pessoal
Da mesma forma, a grande variedade da espiritualidade católica permite que os católicos individualmente rezem em particular de muitas maneiras diferentes. A quarta e última parte do Catecismo resume assim a resposta do católico ao mistério da fé: com o Deus vivo e verdadeiro. Esta relação é a oração." (CIC 2558)